# Нова Опера

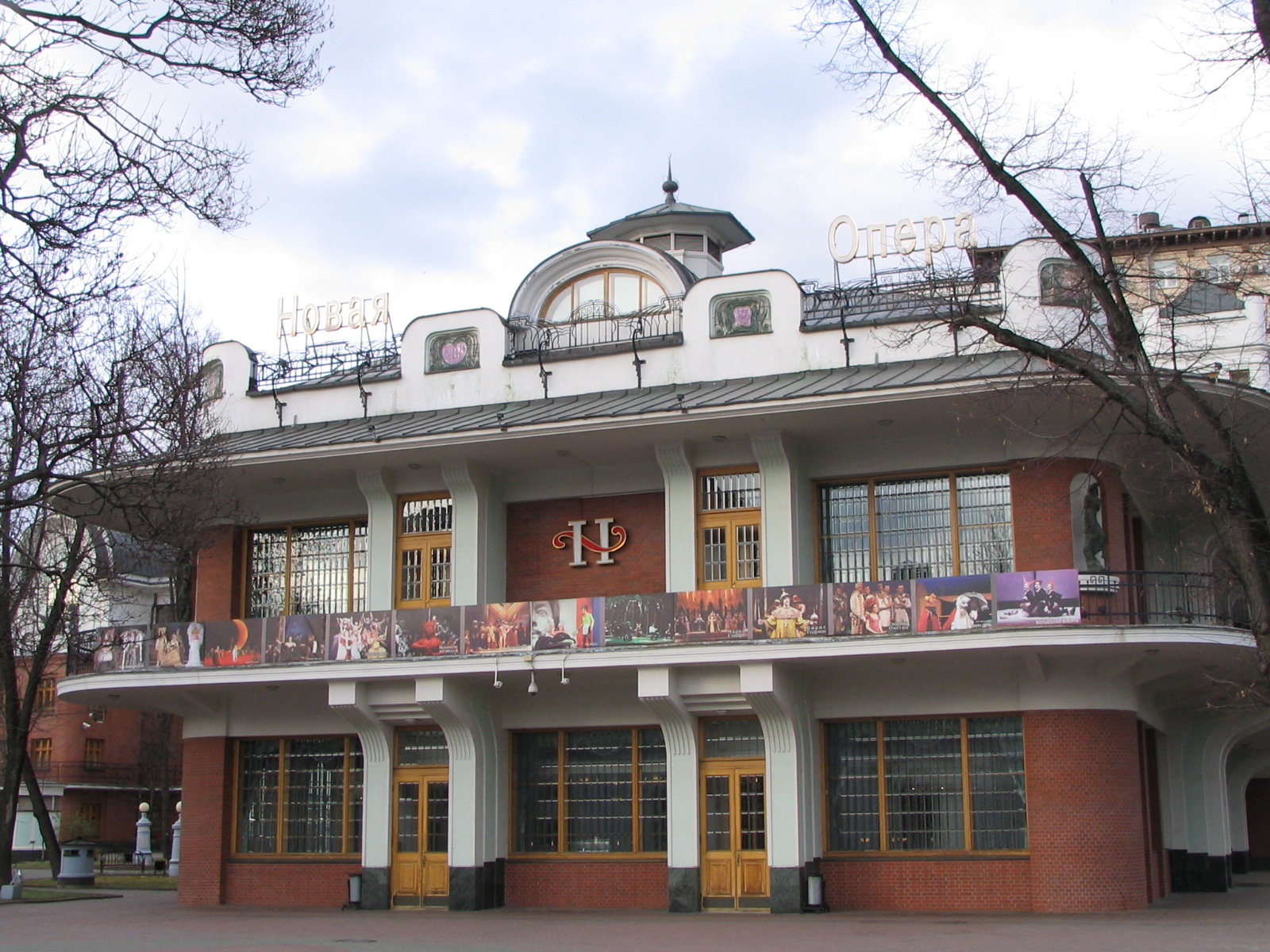
Приміщення театру (вул. Каретний ряд, 3)

Нова Опера (рос. Новая опера) — театр у Москві, заснований 1991 року з ініціативи Євгенія Колобова за підтримки мера Москви Юрія Лужкова.
Театр вперше в Росії поставив такі опери, як «Марія Стюарт» Г. Доніцетті, «Валли» А. Каталані, «Двоє Фоскари» Дж. Верді, «Гамлет» А. Тома, а також «Борис Годунов» М. П. Мусоргського в першій авторській редакції. Також театр здійснив ряд постановок заснованих на ориіганльних редакціях Є. В. Колобова. Нова опера має власний оркестр та хоровий колектив, які виступають також з концертними програмами.
Щорічно в січні театр проводить Міжнародний фестиваль «Водохресний тиждень у Новій Опері» («Крещенская неделя в Новой Опере»).
В 2003 року указом Президента РФ засновник театру Євгеній Колобов (посмертно), директор театру Сергій Лисенко й головний хормейстер Наталя Попович були визнані гідними Державної премії РФ за створення театру Нова Опера. У 2006 році театру надано ім'я його засновника — Євгенія Колобова.